# 安全套
，是一種護套形的屏障器具，主要應用於性交過程中，用以減低感染性傳播疾病和女性懷孕的風險。保險套可分為女用保險套和男用保險套兩種，還有專門用於指交的指險套。正確及不間斷地在性交過程中使用男用保險套，能使該名男性的伴侣的懷孕機率降至每年2%。一般使用的懷孕機率則為每年18%。除此之外，保險套亦大大降低了淋病、衣原體、滴蟲性陰道炎、乙型肝炎以及艾滋病的傳播風險，但只能在較少程度上預防當事人感染人類乳突病毒（HPV）、生殖器疱疹以及梅毒。
使用男用保險套的男性應在性交前把其套到勃起的阴茎上。其避孕原理在於物理性地阻止精液進入性伴侶的體內。現代保險套的製作材料大多是乳膠，但也有其他材料，如聚氨酯、聚異戊二烯或羊腸衣，以满足乳膠過敏和其他特殊需求。男用保險套的優點在於價格便宜、容易使用，很少有副作用。女用保險套通常是利用聚氨酯製作而成，並可重複使用。
利用保險套去預防性傳播疾病的歷史至少可追溯至1564年。橡膠保險套的首次使用日期為1855年，乳膠保險套則為20世紀20年代。保險套已被列入世界卫生组织基本藥物标准清单上，其包含最有效、最安全並能滿足最基本需求的藥品。在美國每個保險套的價格一般低於1美元。全球有進行避孕的伴侣当中只有少於10%会使用保險套。已發展國家的人民使用保險套的比率高於其他國家。保險套是英國第五常見的避孕措施（7%），美國則是第三常見（11.6%）。全球每年大約有60-90億個保險套售出。

## 詞源
「condom」此一用詞首次出現於18世紀初，但它的詞源不得而知。傳統上大眾一般認為其與為英格蘭國王查理二世服務的孔东醫師（Dr. Condom）有關。但沒有證據證明此人是存在的；在查理二世登位前，安全套亦早已使用了100年以上:54、68。
許多被提出來的拉丁語詞源都尚未得到證實，包括「condon」（容器）、「condamina」（房子）、cumdum（劍鞘或劍套）:70–1。一些推測亦認為其源於意大利語的「guantone」；「guantone」則由意大利語的手套「guanto」衍生出來。威廉·克魯克（William E.Kruck）在1981年寫了一篇有關安全套的論文，並探討了其詞源，但最後的结論依然是：「我只得說它的詞源是全然不得而知的，然后結束有关其詞源的探究。」現代詞典也將其詞源定為「不明」。
安全套在中国初期最早被称為肾衣、阳具袋、风流如意袋、阴茎套等。由于中国文化的影響，當時人們對避孕的需求不大，所以當時它的使用場地主要是嫖妓场所，用以預防性傳播疾病，並因此不會把其名跟避孕牽上關係；據估計「阳具袋」於20世纪30年代後才普遍用於避孕目的，因此才有避孕套或袋的稱呼。於1939年出版的《男女避孕法》中就已提到「避孕袋」此一稱呼。

## 用途及應用

### 用途

#### 避孕

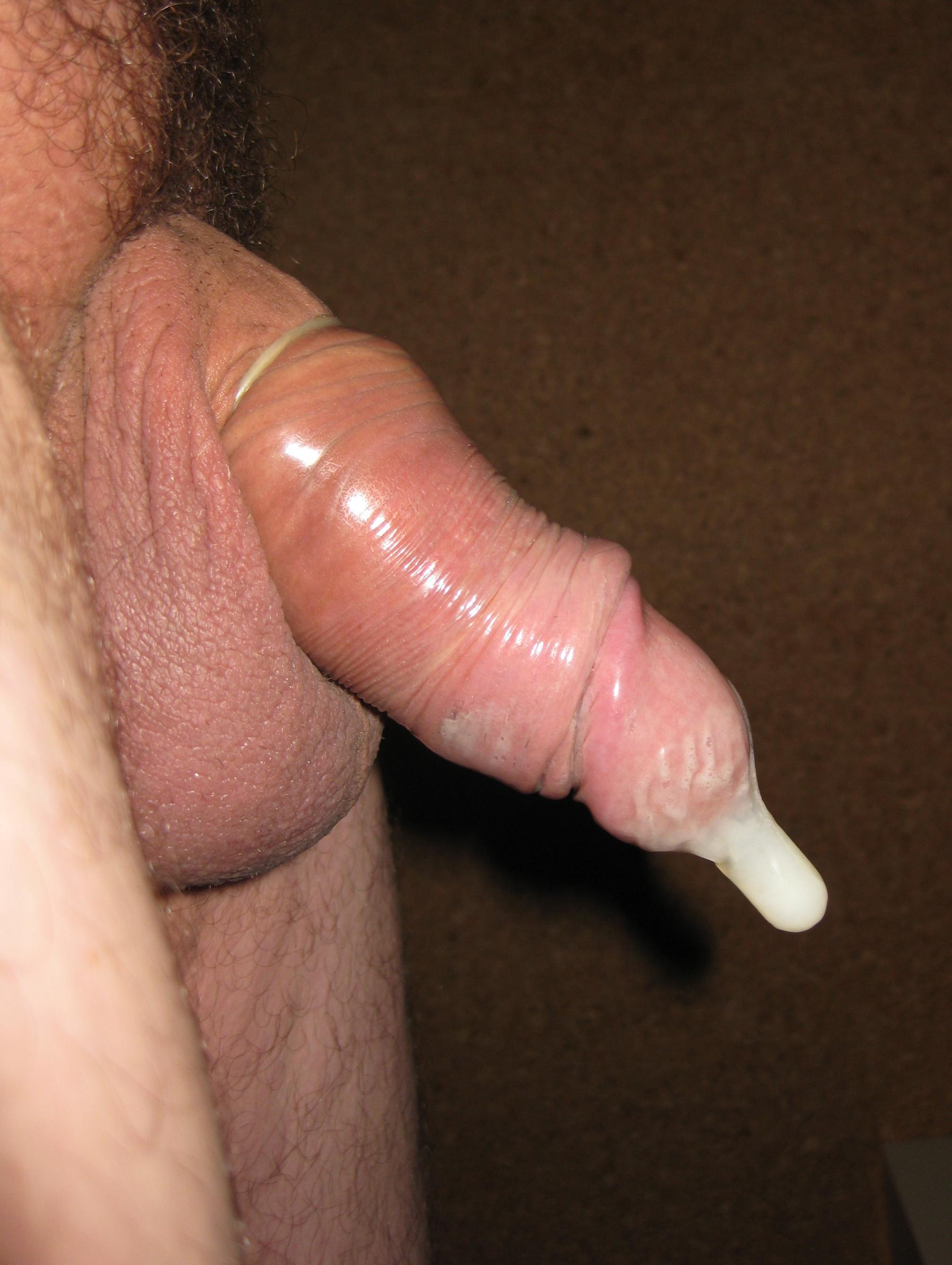
盛着精液的安全套

正如其他避孕方式一樣，安全套的避孕效果可以通過兩個指標來量度：完美使用和一般使用。「完美使用」的量度範圍只包括正確及不間斷地使用安全套的人群。「一般使用」則量度所有有使用安全套的人，錯誤使用安全套以及不在每次性交過程都使用安全套的人群亦計算在内。相關指標一般以一年為單位。大部分研究會以佩尔指数來計算不同避孕方式的效果，但亦有一些研究會以减量表去取代佩尔指数:141。
因為研究樣本存有差異，所以一般使用的懷孕概率的研究結果差異較大，不過一般落在每年10％-18％之間。完美使用的懷孕概率則為每年2％。安全套可與其他避孕方式或器具（比如殺精劑）一同使用，以獲得更好的避孕效果。

#### 預防性傳播疾病

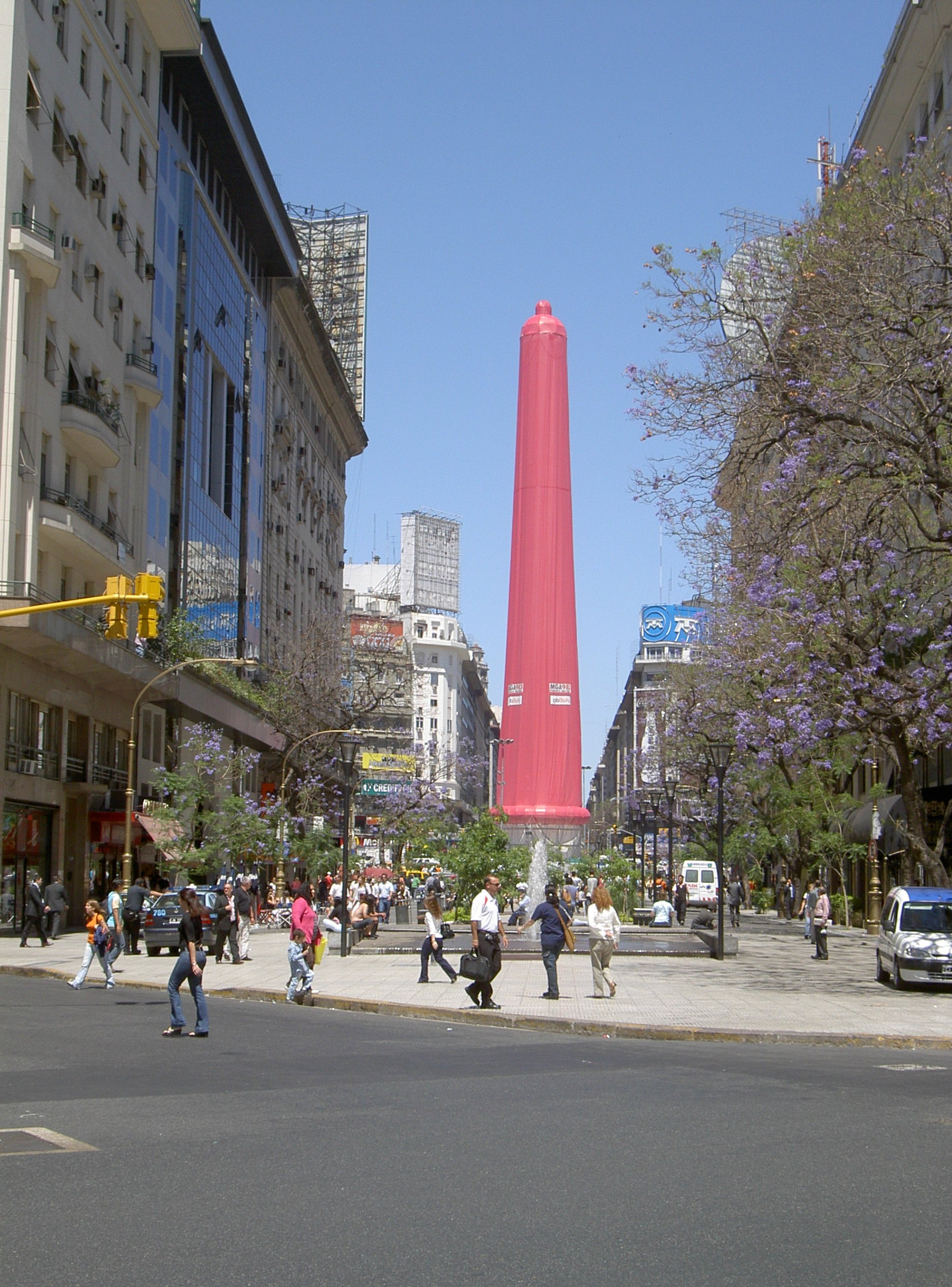
布宜诺斯艾利斯方尖碑於2005年的世界愛滋病日被一個巨大的粉紅色安全套彷製品所覆蓋，目的是為了提高公眾對愛滋病的意識。

安全套被醫學界廣泛推舉為一種有效預防性傳播疾病的器具。現有證據已證明其能大大降低性傳播疾病的感染機會，不論使用者的性别。雖然安全套不能絕對預防性傳播疾病，但卻能大大減低相關病原體的傳播機會，繼而使當事人患上艾滋病、生殖器疱疹、子宮頸癌、尖锐湿疣、梅毒、衣原體感染以及淋病等疾病的風險降低。若在避孕之上額外有預防性傳播疾病的需要，醫學界一般建議搭配使用避孕套及其他更有效的避孕方法（比如子宮環）。
美國國立衛生研究院於2000年發表的一份報告指出，相對於沒有進行任何保護措施，正確及不間斷地使用乳膠安全套可使愛滋病的傳播風險降低約85%，血清轉換率（感染率）由每100人年（person-years）中的6.7降至0.9。世界衛生組織和德克薩斯大學醫學分部同於2007年發表的分析亦有類近的結論：正確及不間斷地使用乳膠安全套可使愛滋病的傳播風險降低約80–95%。
美國國立衛生研究院於2000年發表的那份報告亦得出結論：使用安全套能顯著降低男性患上淋病的風險。一份於2006年發表的研究報告也指出，正確地使用安全套能使人類乳突病毒（HPV）傳播给女性的風險降低約70％。同於2006年發表的另一項研究則發現，不間斷地使用安全套能有效減少2型单纯疱疹病毒（也稱為生殖器皰疹）的傳播風險，不論性別。
雖然安全套會使使用者暴露于病原體的機會大大減少，但性感染疾病仍有可能於有使用安全套的性行為中傳播。生殖器的一些受感染區域可能不能夠被安全套套着，繼使像人類乳突病毒和單純皰疹病毒般的病原體有機會從此途徑傳播。相關風險在患者出現症狀時會上升。但使用安全套去預防性傳播疾病的主要困難在於人們不想在每一次性行為中都使用的心態。
安全套亦可能有助於治療子宮頸癌的癌前病變。暴露於人類乳突病毒的女性有較高機會發生癌前病變，不論當事人在暴露前是否已感染人類乳突病毒。安全套則有助於發生癌前病變的子宮頸細胞回復正常。英國的研究者另外亦指出，精液中的激素會使子宮頸癌惡化，患有子宮頸癌的女性在性交期間使用安全套則可避免自身跟該種激素接觸。

### 應用

#### 使用方法

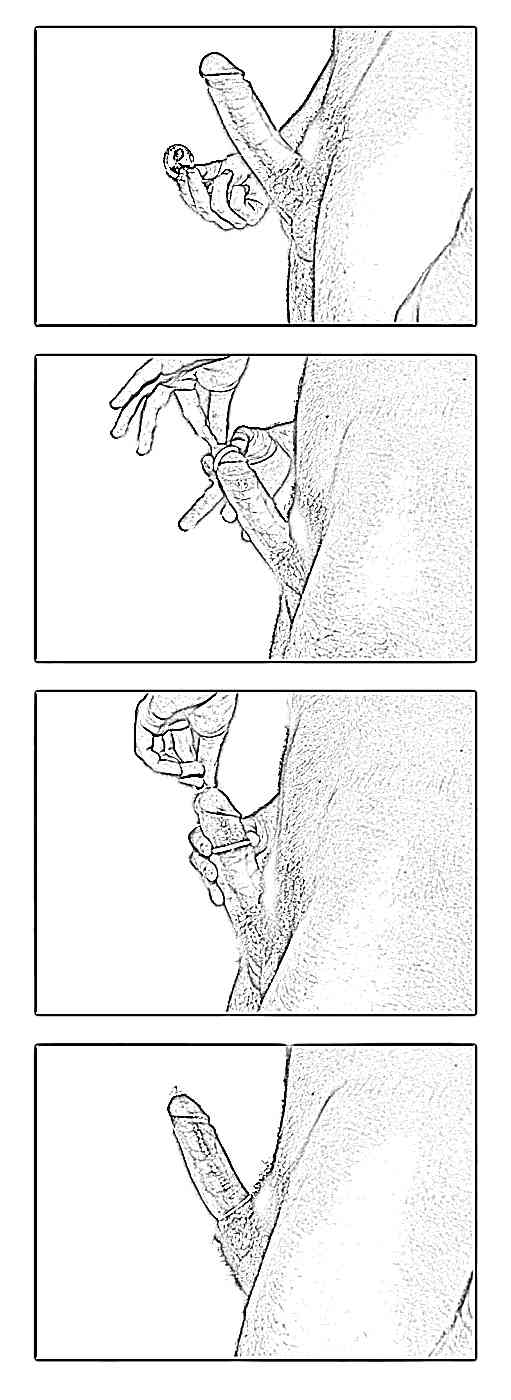
男用安全套的正确戴法。

末開封的男用安全套一般都是尚未展開的，且包裹在鋁箔或塑料包裝內。使用時需先把其套進陰莖尖端，然後用手把其展開至包裹整根勃起的陰莖。安全套的尖端應留有一定的空間，以便射出的精液有容身之處；否則精液可能會在安全套底端溢出。使用後建議將安全套包在紙巾內，或將其綁結，然後棄於垃圾桶內。
虽一些伴侣認為「戴上安全套」此一動作會打斷他們的性事過程，但也有伴侣視其為前戲的一部分並享受之。一些男女亦會認為安全套所帶來的物理屏障會使刺激感減弱；雖然刺激感減弱會使性興奮感降低，但其仍有一些優點——延長勃起的時間，並使射精延遲。安全套亦同時具有其他優點，包括價格便宜、容易使用，和少有副作用。

#### 成人影片業
2012年，美國加利福尼亞州洛杉矶县收集了372,000個選民簽名，成功將B議案（Measure B）放在2012年的投票項目中，並順利通過。B議案要求所有在該地製作的色情影片中所出現的陰道交和肛交，都需使用安全套，否則將違反該地的法律。這個議案受到很多非議，有些意見認為這只會產生反效果，迫使那些原在該地的色情影片製作公司搬至其他沒有此法律的地方繼續製作。不少製作公司則宣稱这只会令他們的銷售量下降。

#### 性教育
安全套在性教育課程中通常有所應用，因為正確使用安全套能顯著降低懷孕和某些性感染疾病傳播的機會。美国心理学会曾於2005年發表一篇新聞稿，當中對將有關安全套的資訊納入性教育表示支持：「綜合的性教育課程......（包含）如何正確使用安全套......對性活躍者推廣安全套。」
美國的某些宗教團體反對在公立學校的性教育課程中包含安全套的資訊。倡導計劃生育和性教育的美國計劃生育聯盟指出沒有研究能證實守貞教育會使青少年的首次性交時間延遲，並引用一項調查，指出76％的美國父母希望子女接受全面的性教育，包括如何使用安全套。

#### 不孕症治療
像精液分析和宫腔内人工授精（IUI）般的不孕症常見治療過程需要收集精液樣本。那些精液樣本通常是以自慰的方式採集，但亦可通過在性交過程中使用特製的採精安全套收集。
採精安全套是由矽膠或聚氨酯製成，因為乳膠不利於精子存活。許多精液樣本提供者較喜歡以採精安全套的方式收集精液樣本，包括一些有宗教信仰者，其需遵從「禁止自慰」的宗教禁令。此外與以自慰的方式採集的樣本相比，以採精安全套的方式採集的精液樣本的精子總數較高、精子活性和形態亦較佳。因此以此方式採集的精液樣本往往會較準確，並有助提高宫腔内人工授精的成功機會。信奉像天主教般，完全禁止避孕的宗教的信徒亦可以使用經刺孔的採精安全套採集精液:306–307。
安全套療法有時亦在擁有高抗精子抗體水平的不育女性中有所應用。這項療法背後是有理論根據的：女性患者在一段時間內不接觸精液會使她體內的精子抗體水平降低，因此安全套療法停止後其懷孕的機會會增加。然而，安全套療法不能持續增加患者的懷孕機會。

#### 其他方面的應用
安全套可當作多用途容器和屏障物使用，因為它的防水性、彈性和耐用性都很高，且不會引人懷疑（就軍事和間諜活動中的應用而言）。
安全套於第二次世界大戰期間曾廣泛應用於軍事上，包括以其封着步槍槍口，防止污垢積聚、包着水下拆除的發射組件（防水）、以及以其储存准军事机构的腐蝕性物質。
一些人還會把像是可卡因、海洛因般的娛樂性藥物塞進安全套內，嘗試把以上物品偷運到監獄和他國。偷運者会先將塞滿物品的安全套綁結，然後吞下肚中/塞進直腸內。以上方法对人体是非常危險的，甚至有機會使人致命。塞滿娛樂性藥物的安全套一旦破裂，便會使身體吸收大量的藥物，繼而引起藥物中毒。
在醫學上，安全套可用於覆蓋超音波檢查設備的探頭，或用於製作一個應用於胸部穿刺減壓的單向閥。
在科學上，安全套可用於保護研究樣本，免受環境污染，並使用於水底錄音的麥克風防水。

## 安全套失效的原因
安全套在男方射精後可能會滑落，使用不當、物理上的損傷，以及乳膠降解都可能使安全套破裂和滑落；安全套過期、存放不當、與油接觸皆可以導致乳膠降解。安全套破裂的機會介乎0.4%-2.3%之間，滑落的機會則介乎0.6%-1.3%之間。但即使性交過程中安全套沒發生任何可見的破裂和滑落，仍有1-3％女性的陰道存有能被檢測的精液殘留。
一般觀念或會認為因為橡膠跟橡膠之間的彼此摩擦，所以在一次性行為中同時使用兩個安全套會增加其失效的機會。但此一假設並不遭到現有的研究结論所支持。雖然此一方面的研究十分有限，但目前普遍的結論認為同時使用多個安全套能使安全套破裂的風險降低。
不同類型的安全套失效會使該名男性的伴侣發生程度不一的精液接觸。如果安全套在性行為發生前出現破裂等情況，則應把那已失效的安全套丟棄，並在性交開始前額外使用新的安全套——這類型的失效通常不會帶給使用者任何的風險。一項研究發現，與無保護性交相比，破損的安全套會使該名男性的伴侣接觸的精液量減少一半，会在过程中滑落的安全套則使其減少4/5。
一般标准装的安全套已适合大多數人的陰莖大小，至於标准装的舒適度和滑落的風險則因人而異。許多安全套製造商亦會同時提供较大或较小的安全套予顧客選擇。一些安全套製造商更會提供「度身訂造」安全套的服務，並宣稱它們的可靠度、舒適度相對較佳。雖然一些研究認為相對較大的陰莖跟相對較小的安全套一旦配合起來，會使破裂和滑落的風險分别增加和降低（反之亦然），但其他研究則表示尚無定論。
有一些建議認為安全套製造商應避免製造過厚或過薄的安全套，因為建議者認為它們的效果相對較差，一些著者則鼓勵使用者選擇更薄的安全套，因為其「耐用性較佳，舒適度更高」，但其他著者則指出：「安全套越薄，則愈容易破裂。」
雖然與有經驗的安全套使用者相比，首次使用者的安全套顯著較容易發生破裂和滑落的情況，但在上次使用時發生以上情況者較有機會再度遇上同樣的問題。一份發表於《人口報告》期刊的文章指出設有關於安全套的使用方法的教學能減低安全套破裂和滑落的風險。一份由国际家庭保健组织發表的出版物亦抱有同樣的觀點，但同時強調仍需進行更多的研究去確定安全套破裂和滑落的所有原因。
對於那些將避孕套視為他們最主要的避孕方式的人群而言，女性伴侣可能會因某次沒使用安全套的性交而懷孕。有許多情景會使習慣使用安全套的伴侣突然不使用之，包括安全套用畢、出外旅行而又沒有攜帶（或購買）安全套，以及因不喜歡隔着安全套跟伴侣的性器官接觸而決定「冒險」。這類行為是「一般使用」中安全套失效的最主要原因。
安全套失效的另一個可能原因是伴侶其中一方的「蓄意破壞」，這種行為的其中一個動機是伴侶的某一方想要一個小孩，而另一方則不願意。尼日利亞的一些性工作者指出，他們的一些客戶會蓄意破壞安全套，以報復性工作者強制他們使用安全套的要求。在安全套的尖端以細針刺出幾個針孔亦會顯著影響其效果:306–307。

## 副作用
對乳膠過敏的人一旦使用乳膠安全套，則會出現像皮膚過敏般的過敏反應，嚴重者或會致命。反複使用乳膠安全套亦可能使某些人患上乳膠過敏。刺激症狀也有可能是安全套上所含的殺精劑所致的。

## 种类
大多數安全套都有一個形似乳頭的儲液端，使男性所射出來的精液有容身之處。安全套的大小亦有所不同——從特大到特小。圓平面的闊度則一般從49mm-56mm不等，但其範圍可延伸至45mm-60mm。除了大小以外，安全套的表面設計亦有着不同的差異，這是为了讓使用者的伴侶感受到更大的刺激而設。它的表面一般塗有一層潤滑劑，以便性侵入行為順暢地進行，而带有其他味道的安全套則主要應用於口交。如上所述，現代安全套的製作材料大多是乳膠，但也有安全套是利用其他材料製作而成，像是聚胺酯或是羊腸衣。

### 女用安全套

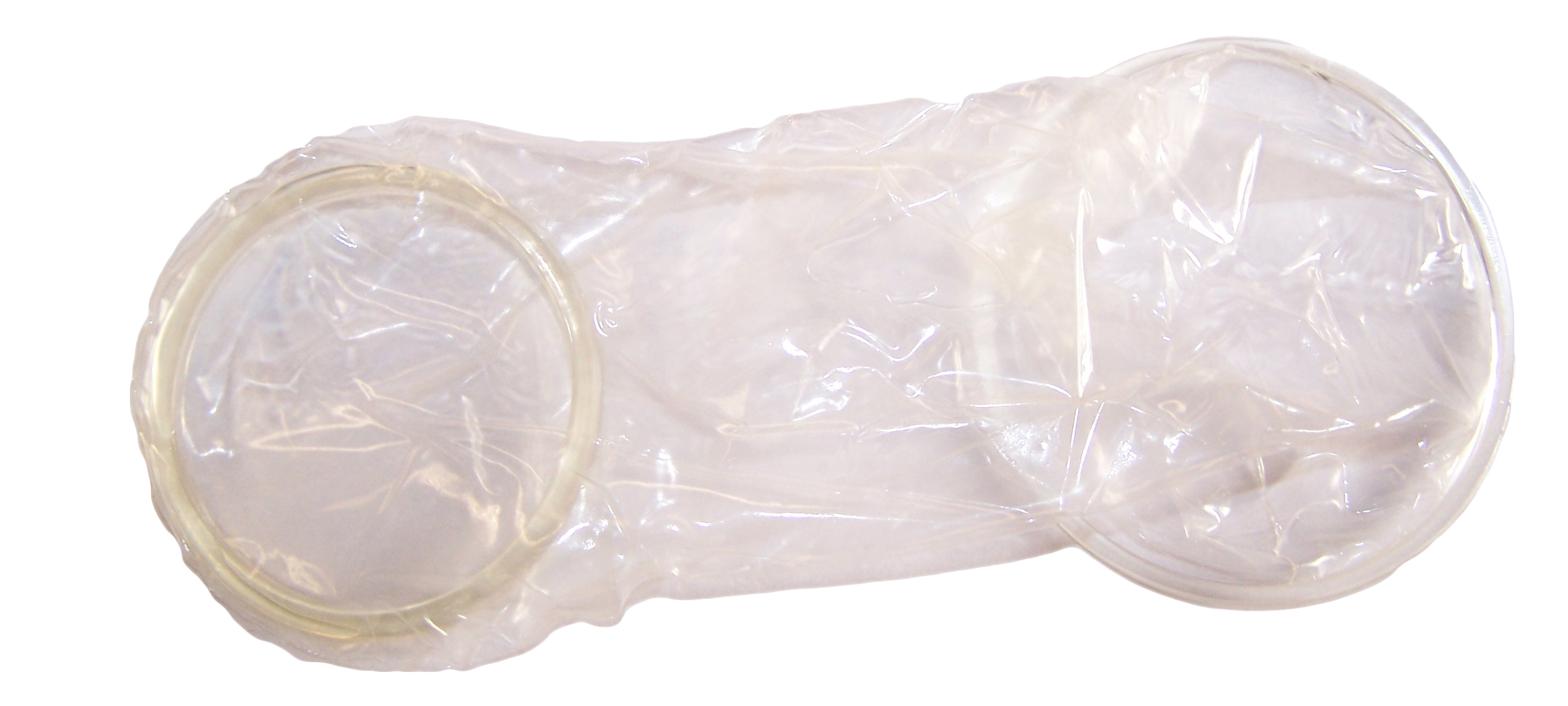
一個女用安全套

女用安全套的套环較男用安全套寛鬆，其原因在於較大的套环能防止女用安全套滑入體內，男用安全套的套环則需封緊陰莖周圍的空間。女性健康公司（Female Health Company）生產的女用安全套最初的製作材料為聚氨酯，但後來改用丁腈橡胶。Medtech Products公司生產的女用安全套則由乳膠製成。

### 口交安全套
口交套，是供人类在进行口交性行为时使用的安全套。

### 手指安全套
是供人类在使用手指插入阴道、肛门等性行为时使用的安全套。

### 以製作材料分類

#### 天然乳膠

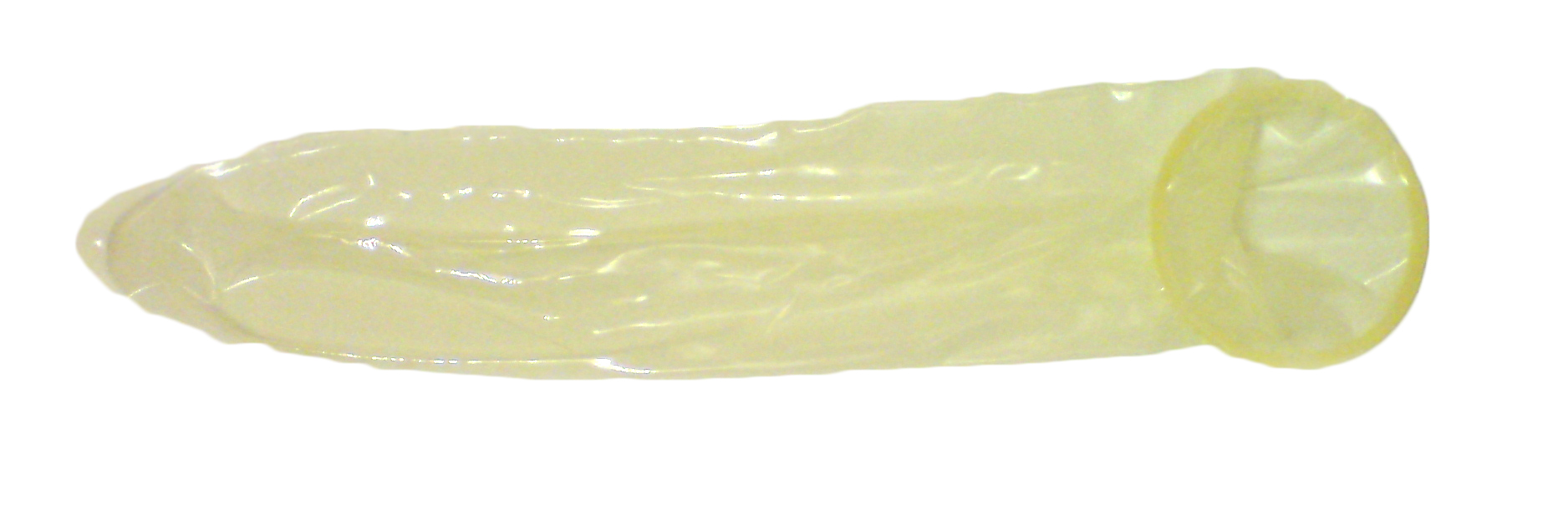
一個已展開的乳膠安全套

乳膠的彈性很高：它的抗拉強度大於30兆帕，乳膠安全套可拉伸至超過800％而不斷裂。國際標準化組織於1990年設立安全套的生產標準（ISO 4074，天然乳膠安全套）。歐盟則效法之，以歐洲標準委員會所製定的醫療器材指令為標準。現時所生產的乳膠安全套都需經過電流測試，以確保表面没有穿孔。通過測試後才會把其捲起並包裝。另外生產商會在每一批安全套中抽取樣本，並以其進行防水測試和空氣頂破測試。
雖然乳膠存有大量的優點，使其成為最广泛採用的安全套製作材料，但其仍存有一些缺點——油性潤滑劑會使乳膠安全套破裂，会使乳膠安全套破裂的潤滑劑包括石油凝膠、食用油、嬰兒油、矿物油、洗剂、防曬油、冷霜、黄油，以及人造奶油。乳膠安全套一旦與油接觸，便有更大可能出現破裂和滑落的情況，因為油會使乳膠安全套的彈性喪失。此外，乳膠過敏者應避免使用乳膠安全套，而需改用其他类型的安全套。美国食品药品监督管理局於2009年5月批准生產商生产由Vytex天然乳胶合成的安全套，Vytex天然乳胶是一款經過處理的乳胶，其去除了90％引起過敏反應的蛋白質。乳膠過敏者还可使用以合成乳膠（聚異戊二烯）製成的無過敏源安全套。

#### 合成材料
聚氨酯（英語：Polyurethane，簡稱：PU）是最常見的非乳膠安全套製作材料。除此之外，安全套亦可以以其他合成材料來製作，比如AT-10樹脂、以及較近期才用來製作安全套的聚異戊二烯。
聚氨酯安全套的寬度和厚度與乳膠安全套大致相同，厚度多數介乎0.04毫米至0.07毫米，且在幾方面較乳膠安全套佳，包括其擁有較佳的傳熱性、對溫度和紫外線相对較不敏感（因此硬性的存放要求較少，保質期亦較長）、可與油性潤滑劑一併使用、過敏性較乳膠低、以及沒有異味。在美国，聚氨酯避孕套已獲得美国食品药品监督管理局的認可，並已證明在實驗室條件下，其跟乳膠安全套一樣擁有同等的避孕和預防艾滋病的效果；但其彈性仍不及乳膠安全套，且比起乳膠安全套更容易滑落、破裂、走樣，以及粘在一起，價格亦較昂贵。
聚異戊二烯（英語：Polyisoprene，簡稱：PI）是天然橡膠的合成版本，其價格顯著較昂貴。雖然聚異戊二烯合成安全套具有乳膠安全套的優點（如比聚氨酯安全套更有彈性），但其不会引起過敏反應。其傳熱性比聚氨酯安全套佳，但不能像聚氨酯安全套般與油性潤滑劑一併使用。

#### 羊腸衣
一些安全套是以羊腸衣製作而成。雖然就避孕此一層面而言，它是有效的，但一般假定其在預防性傳播疾病方面不及乳膠安全套，因為羊腸衣表面存有許多细小的孔隙。以上假設是基於以下理論：腸道本身具有很多细小且透水的孔隙和薄膜，因此即使相对較大的精子不能穿過孔隙，較小的病毒（比如單純皰疹病毒、人乳頭瘤病毒、人類免疫缺陷病毒）仍能穿過之。然而迄今尚無臨床數據为以上理論提供證據或是否定它。有些人認為羊腸衣安全套是一种「較自然」的安全套，並以此为由使用它。

### 塗有殺精劑的安全套
在生產過程中，一些乳膠安全套會在表面塗上壬苯醇醚-9這種殺精化合物，並以其充當潤滑劑使用。美國消費者權益雜誌《消費者報告》指出，塗有這種殺精化合物的安全套的避孕效果没有任何額外的增加之餘，还会使其保質期變短，甚至會使女性伴侣的泌尿道受到感染；但額外使用殺精劑則可增加安全套的避孕效果。
壬苯醇醚-9曾一度遭認为能對性傳播疾病起了一個額外預防的作用，但較近期的研究則顯示，經常使用壬苯醇醚-9可能會增加人類免疫缺陷病毒的傳播風險。世界衛生組織表示，不應繼續對大眾推廣塗有殺精劑的安全套，但是它同時認為人們在只有「不使用安全套」和「使用塗有壬苯醇醚-9的安全套」这兩項選項予供選擇的情況下，則應選擇後者。

### 帶有棱纹或颗粒的安全套

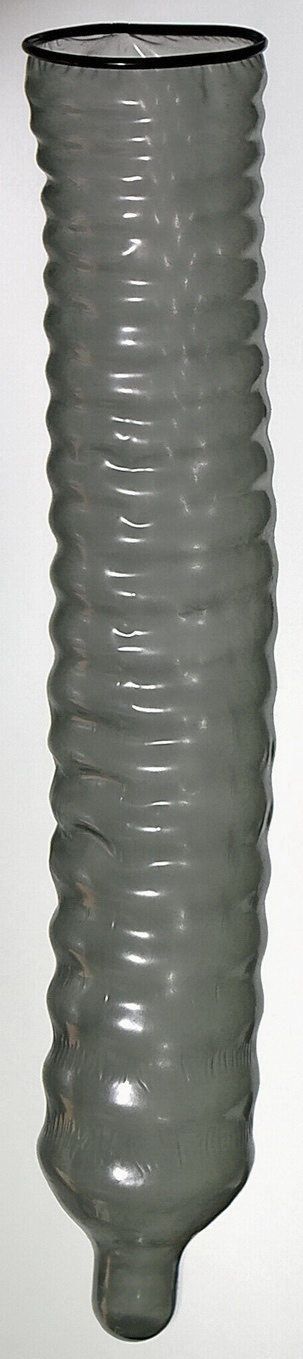
一個帶有棱纹的安全套

帶有棱纹或颗粒的安全套可以為性伴侣雙方或多方提供額外的刺激和感覺。棱纹可以位於內外其中一方，甚至可以內外皆有。有些安全套的棱纹則特别設於包皮繫帶或G点的位置。許多標榜「互相享受」的有纹理安全套的上半部分呈燈泡狀，旨在為陰莖提供額外的刺激。

### 其他類型的安全套
反強暴安全套是女用安全套的一種變種，它旨在為強暴他人者造成痛苦，繼令受害者有機會逃跑。
採精安全套是一種用於採集應用於不孕症治療及精液分析的精液的安全套。
一些像安全套的器具僅有娛樂用途，而没实質的避孕效果，更不能預防性傳播疾病，比如在黑暗中會發光的安全套。

## 使用率
安全套的使用率因國家和地區而異。大多數有關避孕方法的調查主要聚焦於已婚以及非正式結婚但有對象的女性身上。根據2015年聯合國的推算：以國家和地區來計，日本的安全套使用率位居全世界首位：當地46.1％15-49歲有正式對象的女性會依賴安全套來避孕，唯一能與其匹敵的只有香港（50.1％）。2015年，7.7％已婚以及非正式結婚但有對象的15-49歲女性會依賴安全套來進行避孕，未開發國家則為2.2％。歐洲的使用率為世界之最，達16.7％；其後依次為北美洲（11.9％）、大洋洲（10.2％）、拉丁美洲（9.6％）、亞洲（7.6％），最後是非洲（2.1％）。
據香港家庭計劃指導會於2011年為年齡介乎18-27歲的青年進行的調查顯示，大約85%過去6个月有從事性交者有進行避孕:51，他們大多以男性安全套為避孕方法的首選，以它為首選的男女分別有84.5％及78.5％:53。
據潘绥铭等人於2000-2010年為年齡介乎18到61岁的中國人進行的調查顯示，在夫妻性生活中「總是使用」和「經常使用」安全套者只有16.8％（總是用：7.1％；經常用：9.7％），從不用者則有59.3％；與其他人進行性生活時「總是使用」和「經常使用」避孕套者則有24.1％（總是用：10.7％；經常用：13.4％），從不用者亦有44.2％。

## 歷史

### 19世紀以前

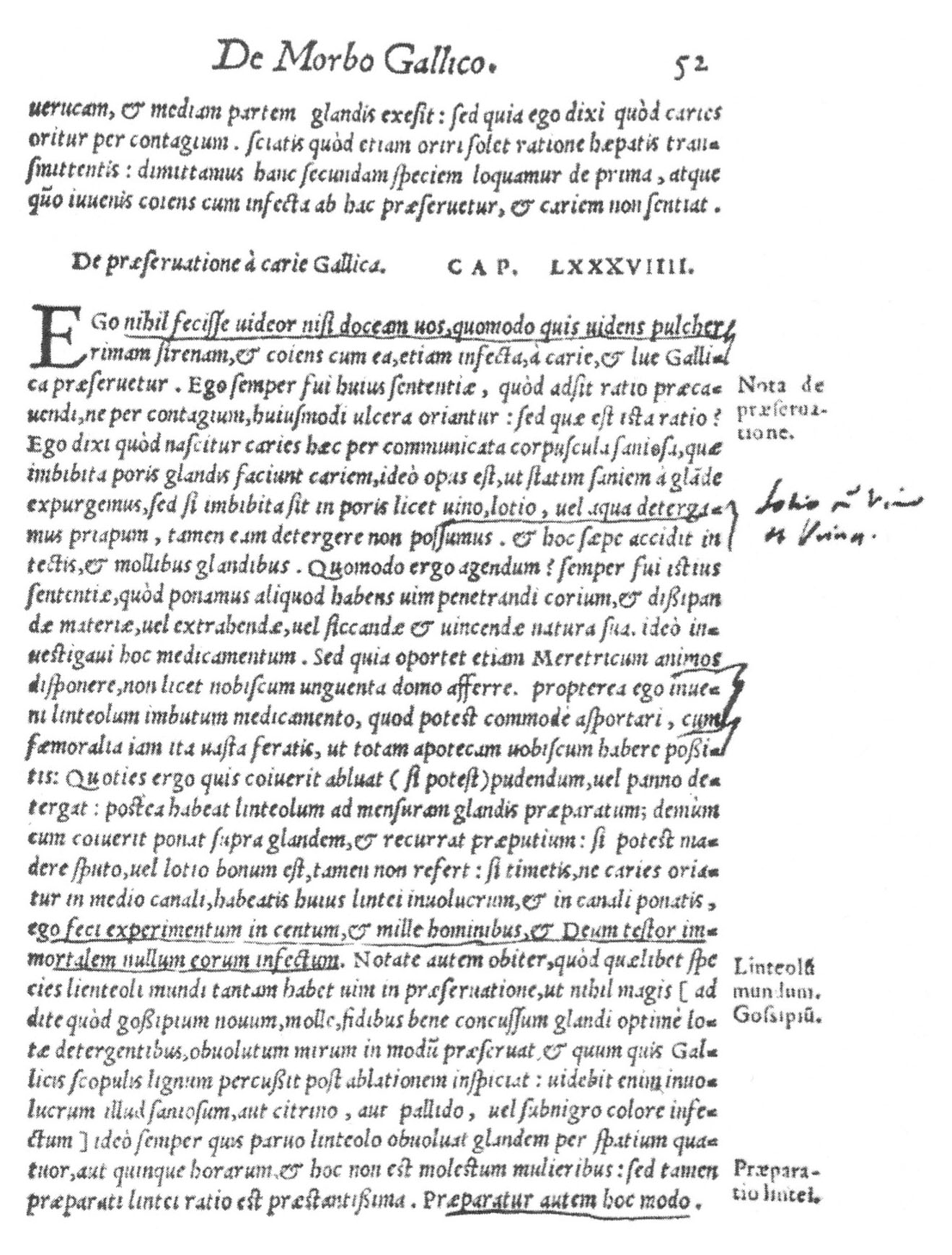
法罗皮奥所寫的《法國病》（De Morbo Gallico，發表於1564年）的其中一頁，其是第一本描寫如何使用安全套的專著

「古代文明會否使用安全套避孕」此一問題在考古學家和歷史學家之中仍存有爭議:11。在古埃及、希臘以及羅馬的一般人眼中，只有女性才需要負責避孕，並因此只對女性的避孕器具進行大量記錄:17、23。亞洲在15世紀以前就有關於只套着龜頭的安全套的記錄，但大多數只提供给上流階级使用。中國當時的安全套稱為「陰枷」，是由浸了油的絲綢紙，或羊腸衣做的；日本的製作材料則是烏龜殼或其他動物頭上的角，並稱之為「頭盔」（日语： kabuto-gata）:60–1。
歐洲於14世紀90年代的梅毒大爆發中出現了最早關於梅毒的書面記錄；加布里瓦·法罗皮奥在16世紀時寫了一本關於梅毒的專著——《法國病》（De Morbo Gallico）:51、54–5，其是第一本描寫如何使用安全套的專著：把安全套浸在化學溶劑中，並在使用前弄乾它。他所形容的安全套是一片缝成龜頭大小的亚麻布，並需用絲帶將其固定在陰莖上:51,54–5。法罗皮奥宣稱亚麻布安全套已經實驗證明能預防梅毒。
之後歐洲出現了許多探討陰莖覆蓋物對預防疾病的用途的作品。人們視其為避孕器具，而不是疾病預防工具的首項跡象則要數到神學家里昂納多·勒西乌斯的《法律與正義》（De iustitia et iure，1605年），当中指出使用安全套是不道德的:56。1666年，英國出生率委員會（English Birth Rate Commission）把當時下降的生育率歸因於人們普遍使用安全套的現象，並在當時首次把「condom」（或其他相似且同意思的字詞）此一用詞用在官方文件上（其他用詞則包括condam、quondam，都遭認为源於義大利語的「guantone」；「guantone」則源於義大利語的手套「guanto」。）:66–8。

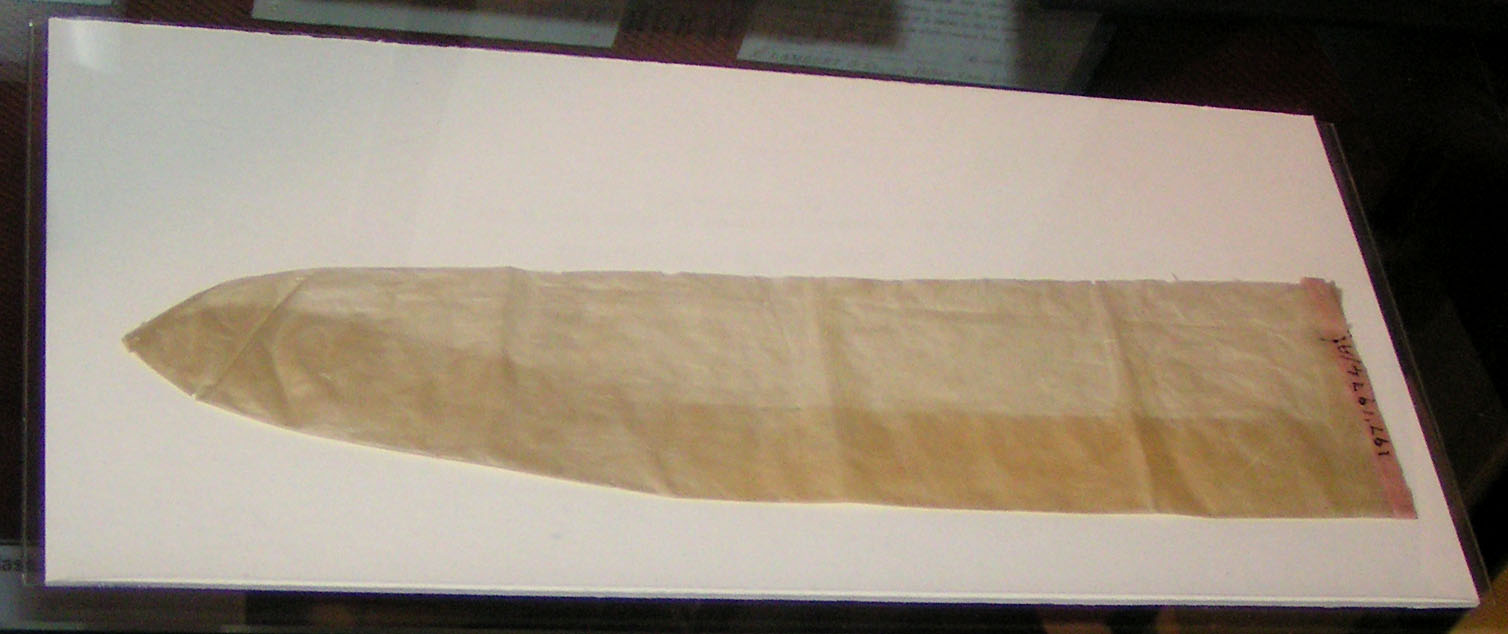
一個由動物的腸子製成的安全套（製於1900年左右）

除了亚麻布之外，文藝復興時期的安全套的製作材料還包括動物的腸衣和膀胱。荷蘭商人在16世纪早期把以「上好的皮革」製成的安全套引進日本，該種安全套不像日本原本所使用的「頭盔」般只套着龜頭，而是把整根陰莖都套進去:61。

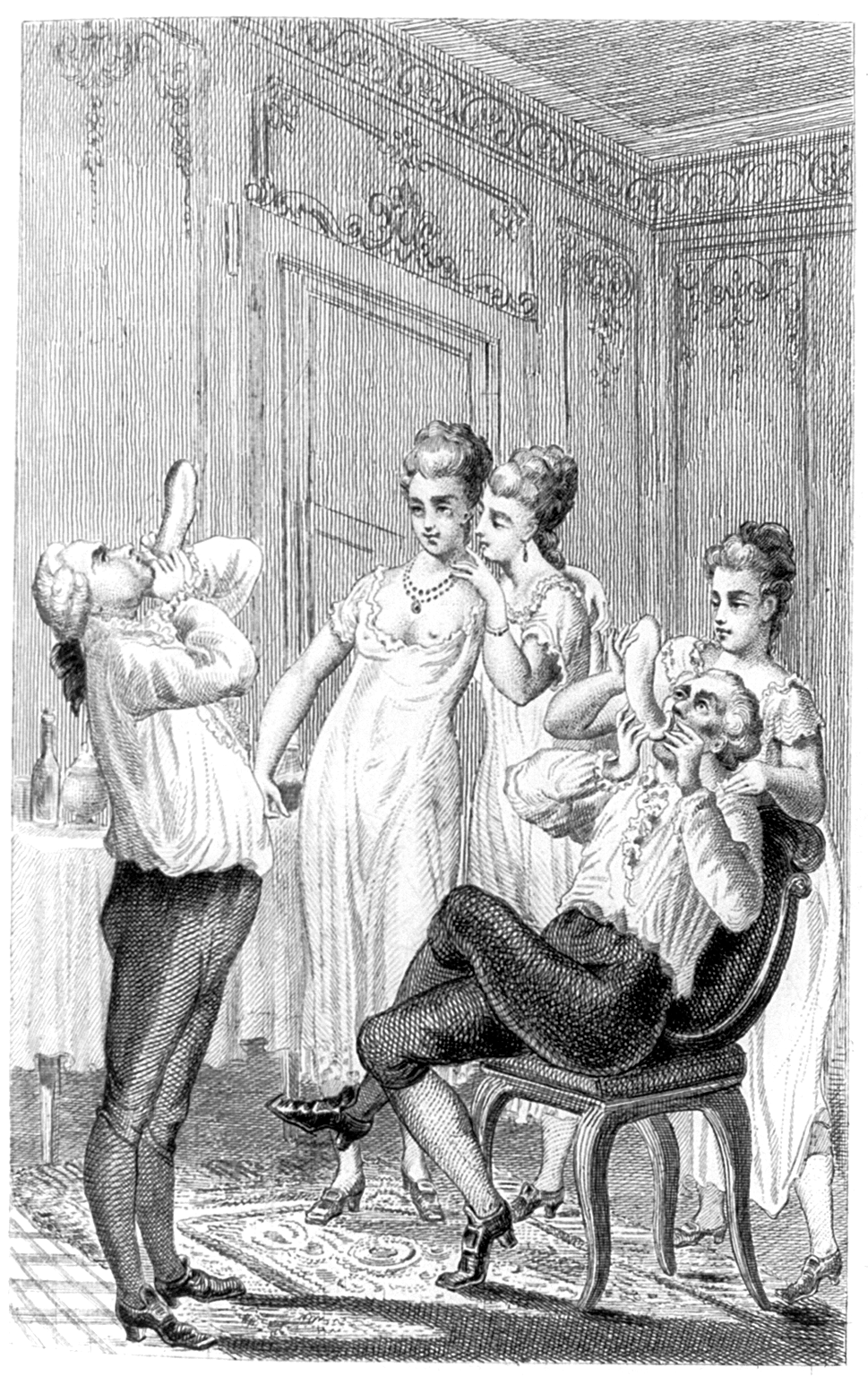
贾科莫·卡萨诺瓦以對安全套吹气的方式來測試其有没有破洞

據記載，卡萨诺瓦是在18世紀使用「保险帽」（assurance caps）防止情人懷孕的著名人士之一。
部分法律、宗教和醫學界人士反對安全套的歷史也至少可以追溯至18世紀，其反對理由與今天基本相同，包括認為使用安全套是不道德的，並不利於國家發展，因為其減少了懷孕的機會、不能完全預防使用者感染性傳播疾病，並認為「對它的保護能力的信賴」會誘使人們性濫交；另外也有觀點認為大多數人會因不方便、費用以及感覺喪失等原因，而只會間斷地使用安全套:73、86–8、92。
儘管有著以上的批評，但整個18世紀的安全套市場都在迅速且持續地發展。当时市面上已有不同品質和尺寸的安全套予顧客選擇，但製作材料依然是加入化學藥劑的亞麻布，以及動物的器官（經鹼液和硫磺軟化處理的膀胱或腸子）:94–5。歐洲和俄羅斯的酒吧、理髮店、药店、露天市場和劇院在該時都售賣着安全套:90–2、97、104。安全套及後才推廣至美國，但基本只有中上階層才普遍使用之，因為低下階層普遍欠缺相關方面的知識，且負擔不起安全套的費用:116–21。

### 19世紀至20世紀20年代

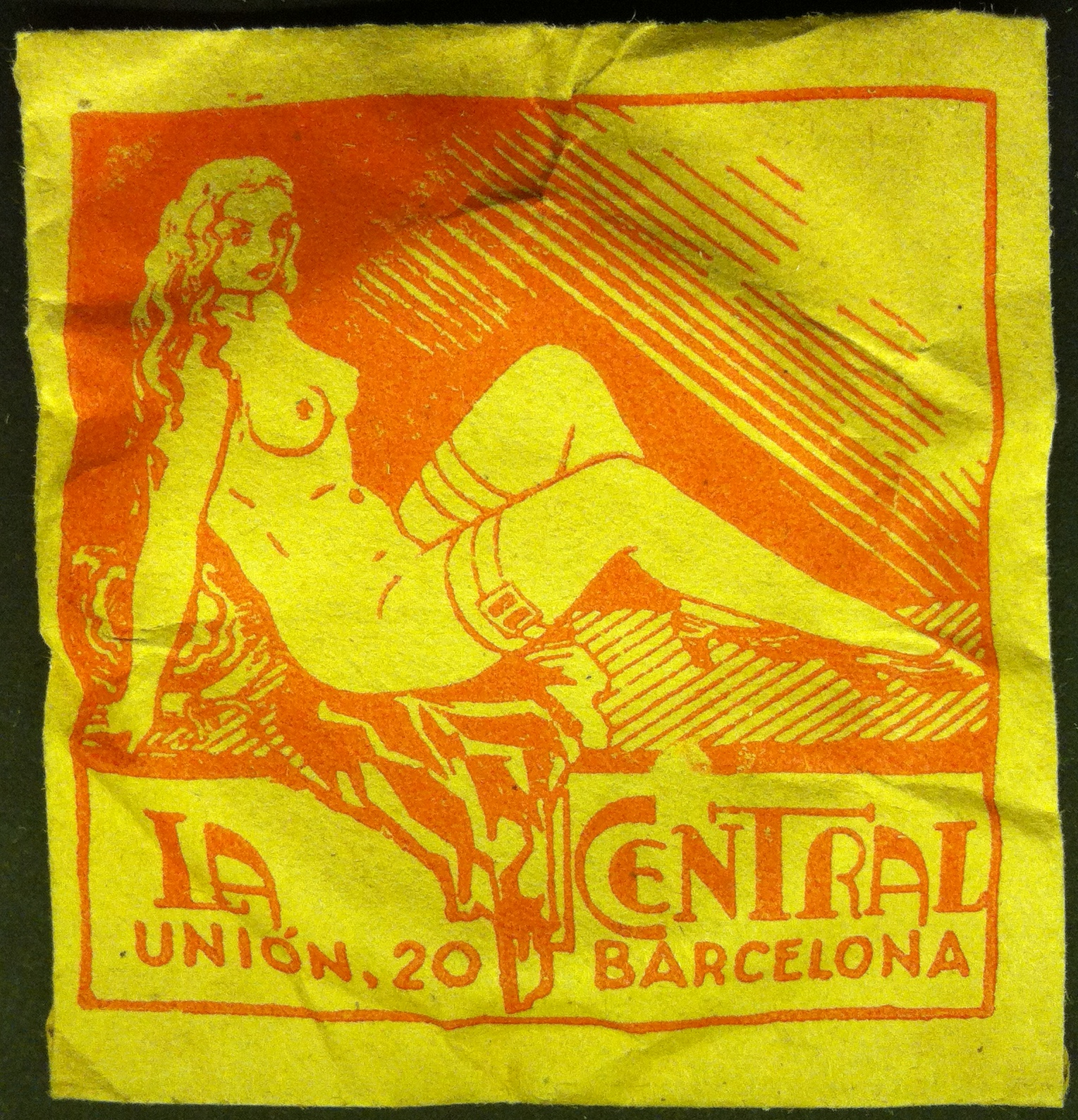
一個舊式的安全套包裝

避孕用品於19世紀初首次推廣至低下階層，但當時相關的推廣著作更傾向於安全套以外的避孕方法。許多19世紀末期的女權主義者對安全套表示不信任，因為她們認為男性擁有使用與否的最終決定權。他們提倡以像子宮帽和殺精劑般的避孕方法取代安全套，因為這些方法是完全由女性所控制的:152–3。其他著者則批評安全套昂貴，並且不可靠（因為其經常有破孔、滑落以及破裂的情況出現），但他們仍同時指出安全套對於某些人而言是不錯的選擇，並是唯一可以預防性傳播疾病的避孕器具:88、90、125、129–30。
即使許多國家在19世紀時陸續通過禁止生產和推廣避孕器具的法例:144、163–4、168–71、193，但旅遊導師和報紙廣告仍不斷地對安全套進行推廣；在推廣避孕器具為非法的地區所刊登的廣告會使用委婉語:127、130–2、138、146–7。在美國和歐洲亦有人派發關於如何在家裡自行製作安全套的指南:126、136。儘管社會和法律上存有抵制安全套的聲音和措施，但在19世紀末期，其已成為西方最受歡迎的避孕方法:173–4。

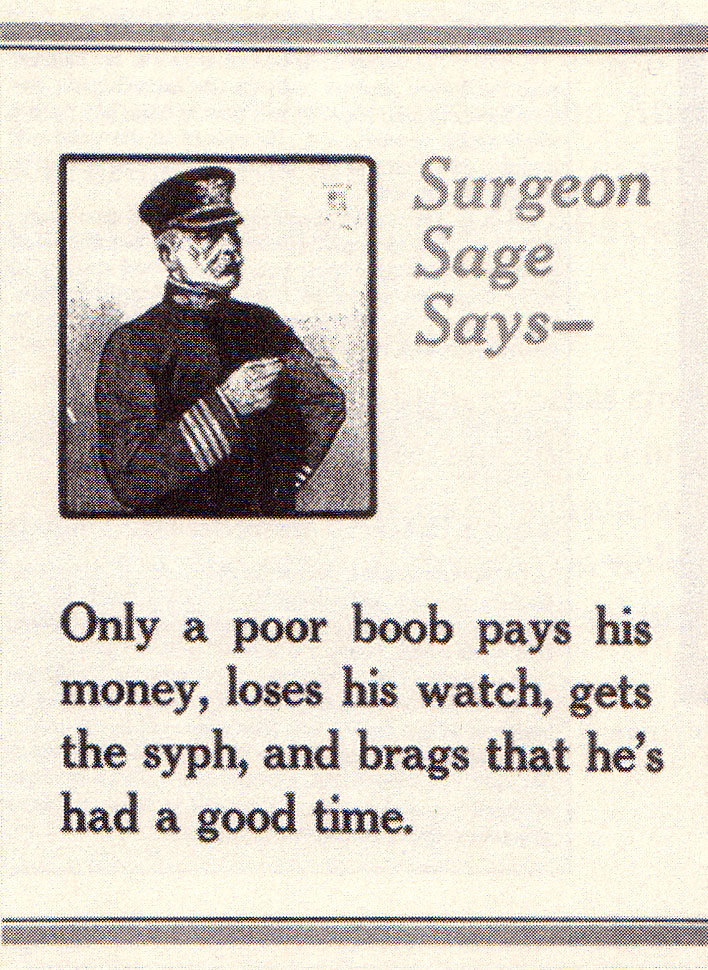
在第一次世界大戰期間，美軍是唯一從始至終不向士兵推廣安全套的軍隊，但卻會以宣傳海报（如圖）等方式鼓勵士兵禁慾。

從19世紀下半葉開始，美國國內性傳播疾病患者的比例急劇上升。歷史學家指出南北战争的影響以及《康斯托克法案》所造成的避孕知識缺乏，都是性傳播疾病患者急劇上升的其中兩个主因:137–8、159。美國政府為了對抗疫情，首次決定把性教育課程引入公立學校，教導學生們有關性傳播疾病的知識。普遍學生都被灌輸像「預防性傳播疾病的唯一途徑就是禁慾」般的觀念:179–80。由於醫學界和衛道士基本一致地認為性傳播疾病是對不當的性行為的懲罰，所以以安全套來預防疾病的方法沒有得到推廣。這些疾病的患者遭受極大的社會污名，當時許多醫院皆拒絕治療梅毒患者:176。

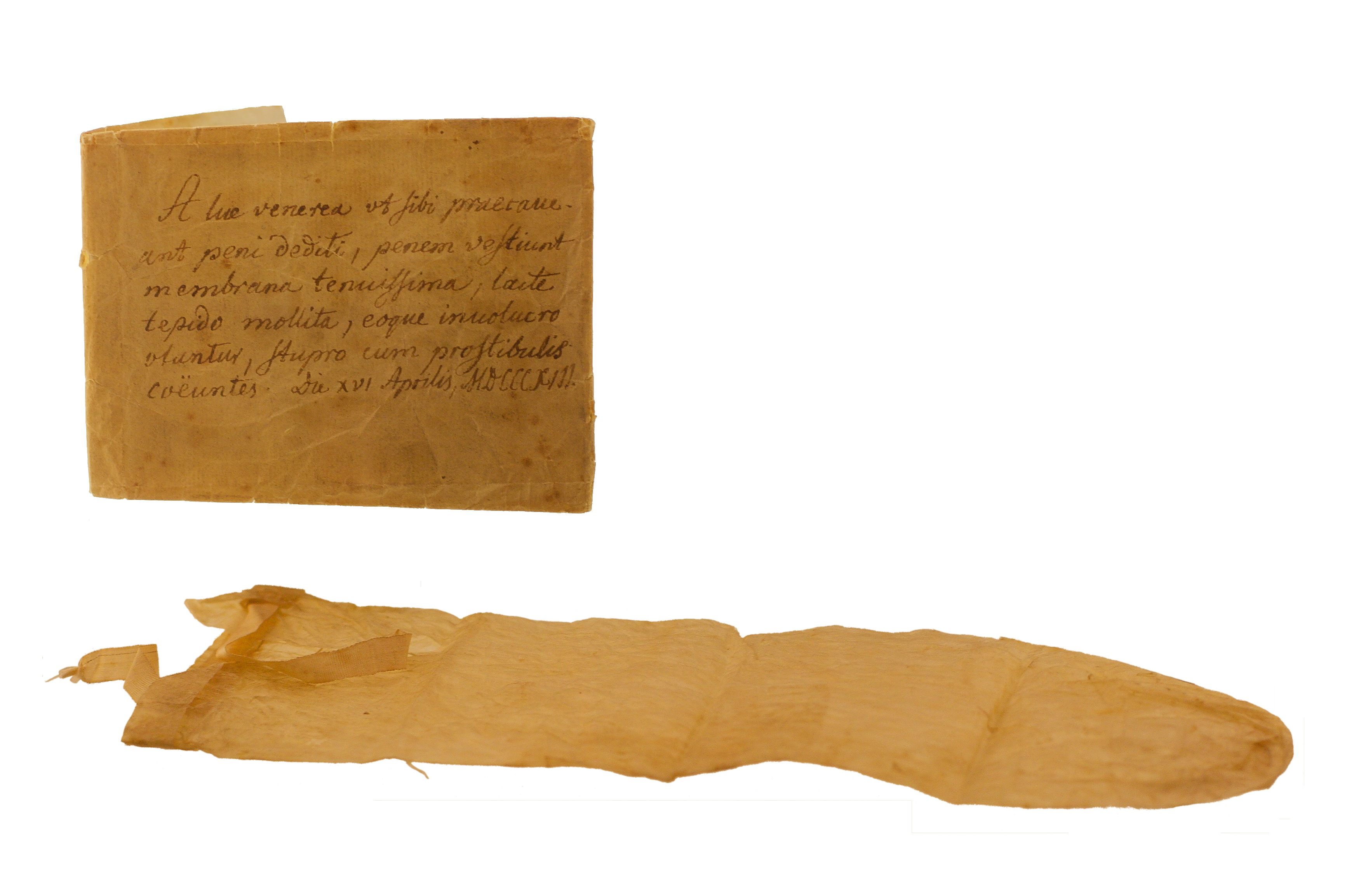
1813年的安全套（和使用指南）

首個對士兵推廣安全套的軍隊是德國軍，相關推廣始於19世紀後期:169,181。20世紀初美國軍方的安全套推廣實驗亦證明向士兵提供安全套能大大降低性傳播疾病的盛行率:180–3。在第一次世界大戰期間，美國和英國（僅在戰爭開始時）是唯二沒有向在歐洲的士兵提供和推廣安全套的國家:208–10。
在第一次世界大戰結束後的幾十年裡，美國和歐洲的社會和法律仍然對安全套設立眾多限制:208–10。精神分析學創始人西格蒙德·弗洛伊德對所有避孕方法都持批評態度，因为他認為它們的失敗率都太高，但弗洛伊德最為反對的是安全套，因為他認為安全套減少了人的性愉悅感。一些女權主義者繼續反對像安全套般男性擁有主導權的避孕方法。英國聖公會在1920年的蘭柏會議上就「非自然避孕手段」提出譴責。來自倫敦的主教亞瑟·溫寧頓 - 英格拉姆抱怨道城裡的街道和公園裡到處都是丟棄的安全套，並指出這個問題在周未和節日之後特別嚴重:211–2。
但即是如此，歐洲軍隊仍繼續给他們的士兵提供安全套，當中更包括禁止國民使用安全套的國家:213–4。在20世紀20年代，營銷技術成為消費品的銷量關鍵，對於安全套工業而言更是如此，因此安全套品牌陸續都改用容易記得的名稱和花哨的包裝:197。安全套質量測試亦變得更為普遍，當時的測試方法存有相異之處，但方法的第一步基本都是先為每個安全套充氣:204、206、221–2。20年代的全球安全套銷售量上升了一倍:210。

### 橡膠安全套和製造業的進步
查尔斯·古德伊尔在1839年發現了製作天然橡膠的方法，原本的一般橡膠一旦遇熱，便會變成凝膠狀物體；遇冷則會變硬易碎，但古德伊尔的改良硫化橡膠解決了此一問題，並使其更有彈性，因此適合用於製造安全套；橡膠安全套的伸展性和破裂的難度都較羊腸衣安全套高。固特异公司於1844年為古德伊尔所發現的橡膠硫化方法成功申請了專利；第一個橡膠安全套則於1855年成功製造出來。
自第一個橡膠安全套成功製造出來後，它的製作方法在往後許多年來基本不變：工人會先將橡膠切成不同尺寸，然后將其套在陰莖狀的模子外，最后把橡膠浸在化学溶劑內進一步加工:148。1912年，波蘭發明家朱利葉斯·弗洛姆開發出一種新的安全套製造技術——浸膠法，此一方法會把玻璃模具浸入生橡膠溶液內，而非用預先生產好的橡膠包覆模具；浸膠法的缺點在於必須往樹液中添加汽油或苯:200。乳膠於1920年被成功製造出來。乳膠避孕套的出現使得生產安全套所需的勞動力減少，因为其不像橡膠安全套般需要研磨修剪。由於其製作過程不需用到汽油或笨，所以安全套工廠的火災風險亦得以減少。同時更惠及了安全套的消費者：與橡膠安全套相比，乳膠安全套更不容易破裂而且更薄，保質期亦延長至5年（橡膠安全套的保質期只有3個月）:199–200。
在20世紀20年代以前，所有安全套都是人手製作的。但到了20年代，安全套的製作工序開始順利地逐步走向自動化。到了1930年，首個幾乎全自動的生產線經已誕生，且成功申請了專利。由於只有大型生產商能負擔得起該套生產線的高昂租用/購買價格，所以小型的安全套生產商全都被迫结業:201–3。因當時以動物的腸子製成的安全套顯着貴於乳膠安全套，所以其潛在客戶集中於高端市場:220。

### 1930年至今
英國聖公會在1930年的蘭柏會議上批准已婚夫婦進行避孕。美國聯邦基督教協進會在1931年同樣發表了類似的聲明:227。羅馬天主教會為了回應他們，特定發表了一篇通諭——《聖潔婚姻》，澄清教會始终如一地反對所有避孕用品的立場:228–9。
針對安全套的法律限制在20世紀30年代開始變得寛鬆起來:216,226,234。在大蕭條期間，施密特标榜自己以傳统方法生產的安全套比乳膠安全套更為耐用，并能反覆使用，因此變得流行起來:217–9。但隨後的關注重點轉移至安全套的品質問題上。1937年，美国食品药品监督管理局決定介入在美国銷售的安全套的檢測環節:223–5。在第二次世界大戰期間，美軍不僅供應安全套給男性軍人，還準備了一系列推廣安全套的電影、海報和講座:236–8、259 。歐洲和亞洲的參戰方亦分別在整場戰爭中供應安全套予其部隊，於1941年全面禁止人民使用安全套的德國亦同樣供應之:252–4、257–8。
大戰過後，安全套的銷售繼續增長。1955年至1965年間，42％处於育齡階段的美国女性會依賴安全套來進行避孕。在1950至1960年期間，英國60％的已婚夫婦会使用安全套。1960年開始後幾年，避孕药正式取代安全套，成為世界上最受歡迎的避孕方法，但安全套依然能排在第二。美国国际开发署自60年代起在發展中國家積極鼓勵當地人民使用安全套，以此幫助解決「世界人口危機」：到了1970年，印度1年內所使用的安全套數量更多達數億:267–9、272–5（這一數字後來亦有所增加：2004年，印度政府購買了19億個安全套，並分發给當地的計劃生育診所）。
在60年代至70年代期間，監管安全套質量的法規變得更為嚴格:267、285，許多阻止安全套普及的法律亦得以癈除:276–9。愛爾蘭於1978年首次在法律上允許安全套的銷售:329–30。然而安全套廣告仍繼續受到相關法律限制。自50年代後期起，美國全國廣播電視協會一直禁止國家電視台對外公開播放安全套廣告，並维持至1979年才解禁:273–285。
自80年代初確認艾滋病能经过性接觸傳播以來，医学界一直鼓勵人們應使用安全套來預防人類免疫缺乏病毒的傳播。美國和歐洲亦發起了全國性的安全套推廣活動，儘管一些政治及宗教相關人士反對之:299、301、306–7、312–8。那些推廣活動顯著增加了安全套的使用率:309–17。
由於需求增加和社會接受程度提高，安全套開始能在更多不同類型的商店中發售，比如像沃爾瑪般的超市和折扣店:305。安全套的銷售額在1994年以前每年都在增加，因为到了1994年时，媒體對艾滋病的關注度开始下降:303–4。人們變得不那麼熱衷以安全套来預防疾病的現象一般稱為「安全套疲勞」。 已有觀察指出歐洲和北美都有安全套疲勞的跡象。为了回應此一現象，製造商將安全套廣告的風格從「恐嚇式」改至「幽默式」:303–4。
安全套市場亦有新的發展，杜蕾斯的製造商在20世紀90年代引進了首個聚氨酯安全套品牌——杜蕾斯阿凡提（avanti）:32–5。
估計現今全球每年大約有60-90億個安全套售出。截至2013年9月，加拿大境內、大部分歐盟國家、澳大利亞、巴西、印度尼西亞、南非和美國佛蒙特州的監獄都有安全套提供（在2013年9月17日，加利福尼亞州參議院通過了在監獄內提供安全套的法案，但該法案在通過時尚未正式立法）。安全套在部分非洲國家是免費派發品，作為控制性病特別是愛滋病蔓延的手段。中國深圳市自2013年起裝設210個免費安全套發放機，年滿15周歲的居民可插入第二代居民身份證每月領取一盒共10個安全套，至2017年共免費發放了191萬盒。

## 批評
儘管現有的科學共識和一般性健康專家皆認同安全套有着許多好處，但不論是科学上还是道德上，都存有一些針對安全套的批評。

### 宗教團體的批評
羅馬天主教反對婚姻以外任何形式的性行为，以及任何故意且直接地減少成功受精的機會的行為或物件，比如結紮手術和安全套。
天主教教義對能否使用安全套來預防性傳播疾病並沒有任何明確的立場，此一問題在神學家和天主教的高級神職人員之間仍存有爭議。少數像霍德弗里德·達尼爾（比利時的樞機主教）般的神職人員認為天主教會應積極支持人們使用安全套來預防像愛滋病般的性傳播疾病，然而天主教的主流觀點一直認為推廣安全套会促使人們性濫交，繼使性傳播疾病更為盛行。教宗本篤十六世亦於2009年再次重申這一觀點。
羅馬天主教是世界上最大的宗教組織。其有數百個旨在打擊非洲艾滋病日益盛行的计划，但是這些计划具有非常大的爭議性，因其反對人們使用避孕套。
在2011年11月的採訪中，教宗本篤十六世指出，在個別情況下，如果使用安全套的目的只是為了減少傳播人類免疫缺乏病毒的機會，那麼基本是可以接受的。他以男妓作為「個別情況」的例子。起初這個說法使部分人感到混淆——混淆点在於這個說法是否僅限於同性戀娼妓，而不適用於異性性交。後來梵蒂岡的代表發言人費德里科·倫巴第澄清這個說法適用於異性戀和跨性别的娼妓，且不論男女。

### 科學界和環保份子的批評
一些科學研究者對某些被添加到安全套的材料表示關注，比如滑石和亞硝胺。安全套在捲起及包裝前會被撒上一些乾性爽身粉，以防止其在捲起時跟自身粘在一起，令使用者難以使用。雖然過往大多數生產商都使用滑石粉，但現今大部分都改用了玉米澱粉。目前已知滑石粉一旦進入腹腔（比如经由陰道進入），便會對人體产生毒害。研究者一般認為玉米澱粉對人體基本無害，但也有一些研究者對其安全性表示擔憂。
據指用於提高乳膠安全套彈性的物質當中，存有可能會致癌的亞硝胺。2001年發表的一項回顧指出，人類定期從食物和煙草中攝入的亞硝胺量高於從安全套攝入的1,000至10,000倍，並因此得出結論，認為安全套致癌的風險非常低。但一項於2004年發表的德國研究發現，32個不同品牌的安全套樣本中有29個檢測出亞硝胺，並於最後得出結論，認為從安全套攝入的亞硝胺量可能高於從食品攝入的1.5至3倍。世界衛生組織和聯合國人口基金已於2010年建議製造商減少男性乳膠安全套的亞硝胺量。一項於2014年進行的美國研究則測試了24種不同類型的乳膠安全套，並發現当中三分之一没有檢測出亞硝胺；另外三分之一雖檢測出亞硝胺，但其量低於歐盟所製定的橡膠玩具標準；其餘的則超過標準，但半數超過標準的安全套的製造商表明他們会採取措施去減低亞硝胺含量。

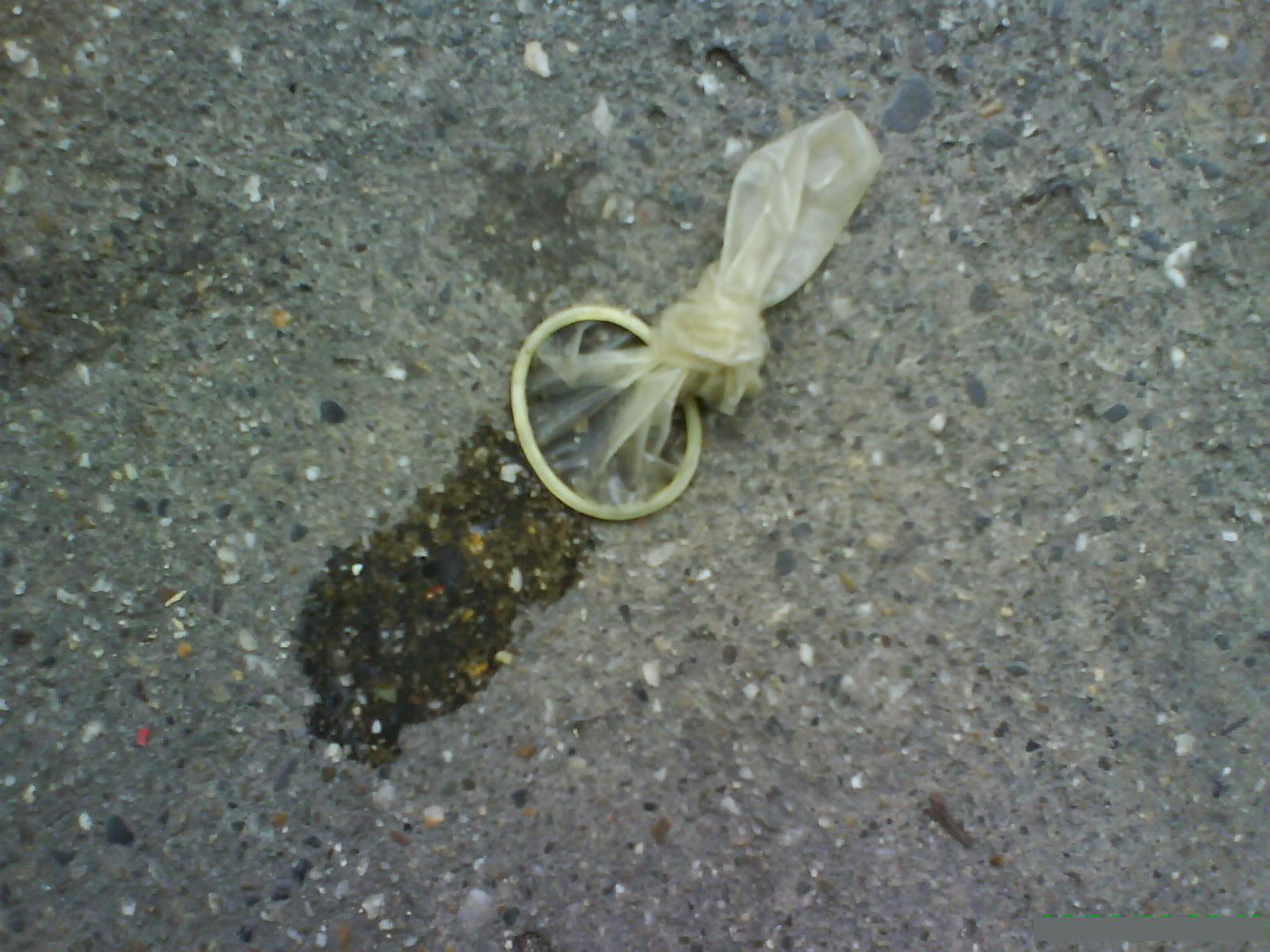
一个被棄於街上的安全套

大量使用一次性安全套亦會造成環境污染，因為絕大多數用畢的安全套最終都會送至垃圾填埋場，甚至被隨意遺棄在街上，這便引起了部分環保份子的擔憂——如果沒有以像焚化般的方式永久處置，那么它們便有可能流入野生動物的棲息地，並對動物構成損害。與其他类型的安全套相比，聚氨酯安全套對环境及動物的損害更甚，因為聚氨酯是一種塑料，並不能被生物降解；乳膠安全套也需很長時間才能完全分解。此外安全套的塑料和鋁箔包裝也不能被生物降解。但不少观点認为安全套所帶來的好處已经足以彌補其在垃圾填埋場所佔的少許空間。像英国爱滋教育及研究慈善组织般的权威組織及专家皆建議把用畢的安全套棄於垃圾桶內，因為把其棄於馬桶然後沖走此一行為，可能会引起管道堵塞等問題。 有一些公共場所（比如公園）存有安全套及其包裝物被大量隨地拋棄的現象：隨地扔棄安全套已遭認定为一項持續性的環境衛生問題。
雖乳膠安全套可被生物降解，但處理不當一樣會損害生態。美國海洋保育協會指出，像安全套般的海洋廢棄物会罩着珊瑚礁，並令海草等海底生物缺氧而死。美国国家环境保护局也表示許多動物可能會將垃圾誤認為是食物並吞食之。

## 文化對使用安全套的影響
在西方大部分地區，由於60年代避孕藥正式引入市場的關係，所以安全套的使用率開始有所下降。日本政府於1999年9月才正式批准人們使用口服避孕藥來避孕，但對其的限制仍多於其他工業化國家。也許是因為這種限制的缘故，所以令日本的安全套使用比例成为世界之最：在2008年，日本80％有進行避孕的伴侶依賴安全套來避孕；2015年則有46.1％15-49歲有正式對象的女性依賴安全套來避孕。
世界不同地方對性別角色、避孕以至性行為的態度差異很大，有一些社會是極其保守的，也有一些是極其自由的。一些社會對安全套存有曲解及誤解的印象，一些甚至全面污名化之，不容許人們使用安全套——以上情況皆對安全套的使用率有着直接影響。未開發國家居住以及教育程度較低的人群較易对疾病如何傳播及安全套本身產生誤解。此外生活在一些具傳统性別觀念的社会的女性可能會怯於要求她的伴侣使用安全套。
美國的拉美裔移民往往在使用安全套時受到文化觀念上的阻礙。《性健康研究期刊》（Journal of Sex Health Research）曾刊登一項有關女性HIV盛行率的研究，當中指出拉丁裔女性由於受到所屬社區的傳統性別角色規範影響，所以普遍缺少跟伴侣协商如何進行安全性行為所需的態度。並可能怯於要求伴侣使用安全套。參與該研究的拉丁裔女性指出，她們所身处的文化隐约地助長大男人主義蔓延，因此一旦女性要求男性伴侣使用安全套時，該名男性便會感到生氣，甚至对要求者施予暴力。一項針對美國低收入黑人女性的調查亦發現類近的現象，參與這項研究的女性指出她們在對男性伴侣提議使用安全套時，同樣害怕男性伴侣將会對自己施行暴力。
一項由俄勒岡州立大學和兰德公司合作進行並刊於《获得性免疫缺陷综合征期刊》的电話調查發現，相信艾滋病陰謀論與否這一點會影響美國黑人的安全套使用率。艾滋病陰謀論的普遍程度跟該群體的安全套使用率成反比。女性的安全套使用率則不受到相关因子影響。
在非洲大陸的一些地區推廣安全套時會受到由穆斯林和天主教牧師發起的反安全套運動所阻礙。對坦桑尼亚的马赛人推廣安全套时会受制於該社区的社會文化信念——他們視精子为一項重要的事物，其價值不限於生殖，故此对任何「浪費」精子的行为感到厭惡。他們視精子为女性的「灵丹妙药」，並对健康有着不同的好处。馬賽人女性相信，她們在懷上一胎後必須進行多次性交，使孩子的發育因接觸男性所射出來的「灵丹妙药」而變得更為順利。一些马赛人相信经常使用安全套会使人患上勃起功能障礙。非洲的一些女性認為安全套是「專为娼妓而設」，並認為品格高尚的女性則不應使用它們。當地甚至有一些教士對人推廣「安全套上含有人類免疫缺陷病毒」的觀念。
沒有孩子的中東夫婦會因此產生極大的生育渴求，並需承受一定的社會壓力，所以他們較少使用安全套。

## 研究
噴劑式安全套由乳膠製成，研發目的在於嘗試把安全套的方便性及疾病預防性提高。噴霧式安全套在2015年时仍未上市，因为其仍有一些功能待改進。
2005年時杜蕾斯亦開發了一種塗有有助维持勃起的化合物的安全套，其有助使用者的陰茎维持在勃起狀態，繼使安全套滑落的機會減少。截至2007年，其仍處於臨床試驗階段:345。2009年，安全套生產商安思爾推出了塗有「興奮凝膠」（內含氨基酸1-精氨酸）的X2安全套，該「興奮凝膠」旨在提高勃起反應的強度。

## 外部連結
- 中的“安全套”